# Phil Bernstein
Philip Alan Bernstein é um cientista da computação que se especializou em pesquisa de banco de dados no Grupo de Sistemas de Dados da Microsoft Research. É professor afiliado na Universidade de Washington e membro frequente ou presidente de conferências como VLDB e SIGMOD. É o autor de um livro sobre arquitetura na era da inteligência artificial. Foi eleito membro da Academia Nacional de Engenharia por suas contribuições aos sistemas de processamento e banco de dados de transações. Também é um Fellow eleito da Association for Computing Machinery. É autor ou coautor de mais de cem artigos científicos e seis livros sobre sistemas de banco de dados.

## Vida
É natural dos Estados Unidos. Em 1972 ele se formou em matemática pela Universidade Harvard e obteve seu doutorado em ciência da computação pela Universidade de Toronto em 1976.